# Кимболл-Янг, Клара
Клара Кимболл Янг (англ. Clara Kimball Young; 6 сентября 1890[…], Чикаго, Иллинойс — 15 октября 1960[…], Вудленд-Хиллз, США) — американская киноактриса.

## Биография
Эдит Матильда Клара Кимбалл родилась в Чикаго в семье актёра Эдварда Кимболла и его супруги Полин. Впервые на театральной сцене появилась в три года вместе с родителями, и в дальнейшем часто принимала участие в постановках их театральной труппы. После окончания обучения она продолжила играть на сцене, много гастролируя по США.
В начале своей карьеры Кимболл познакомилась с бродвейским актёром Джеймсом Янгом, за которого вышла замуж и взяла его фамилию. В 1912 году супругам был предложен годовой контракт на съёмки в киностудии «Vitagraph Studios». Ввиду того, что на заре кинематографа особой конкуренции у неё не было, к следующему году Клара Кимболл Янг уже стала одной из основных звёзд студии.
В 1914 году после успеха картины «Моя официальная жена», Янг уже стала одной из главных кинозвезд США  и привлекла к себе внимания продюсера Льюиса Дж. Селзника, который пригласил её на свою студию «World Film Company».  Вскоре между Янг и Слезником начался роман, который широко освещался в прессе и привел к разрыву с её супругом в 1916 году. Вместе с Слезником Янг основала собственную кинокомпанию «Clara Kimball Young Film Corporation», которая выпустила всего четыре фильма и прекратила своё существование из-за разногласий между ними.
В 1917 году актриса начала встречаться с режиссёром Гарри Гарсоном, с которым организовала собственное кинопроизводство. Из-за неопытности Гарсона карьера Янг вскоре начала рушиться и к середине 1920-х актриса прекратила сниматься. Последующие годы она играла в водевилях, а с появлением звукового кино её карьера в кино ненадолго возродилась, однако на этот раз ей приходилось довольствоваться эпизодическими ролями. Последний раз на киноэкранах Янг появилась в 1941 году, после чего уже больше не снималась.
Актриса скончалась 15 октября 1960 года в возрасте 70 лет в доме престарелых для деятелей кинематографа и телевидения в Вудленд-Хиллз, Калифорния, и была похоронена на мемориальном кладбище Гранд-Вью в Глендейле. Её вклад в киноиндустрию США отмечен звездой на Голливудской аллее славы.